# Геліос Гомес
Геліос Гомес-Родрігес (народився в 1905 році в Севільї — помер у 1956 році в Барселоні) — живописець, представник іберійської спільноти графічних мистецтв першої половини 20 століття, перший президент Спілки графіків Каталонії, створеної у 1936 році в Барселоні.

## Життєпис
Він народився у Севільї в старій ромській родині із сільського пролетаріату і пишався своєю ромською та андалузькою ідентичністю до самої смерті. Період його молодості припав на 20-30-і роки ХХ століття. 20-і роки він провів спочатку у двох великих центрах іберійського анархізму: Севільї та Барселоні, де сформувалася його політична свідомість, а потім серед європейського авангарду вигнанців у Парижі, Брюсселі, Амстердамі, Берліні, Відні, Москві та Ленінграді. Будучи підлітком, працюючи декоратором кераміки на одній із численних фабрик у Севільї, він приєднався до світу політики, що було великою надією пролетаріату в його час. На той час, будучи студентом професійно-технічного училища, він також брав активну участь у CNT — Національній спілці робітників (Confederación Nacional del Trabajo — професійна організація, заснована у жовтні 1910 року представниками груп свободи, зібраних на конгресі у Севільї). Відтоді віссю його боротьби є графіка, яку він обирає як напрямок своєї діяльності, публікуючи свої твори у пресі та лівих органах. Діяльність за соціальну справедливість була спрямована проти диктатури Прімо де Рівера (1923—1929), а пізніше проти франкістів.
Його авангардні чорно-білі малюнки з політичним змістом незабаром принесли йому розголос. Його роботи були представлені на престижних виставках спочатку у Мадриді, а потім у Барселоні, де він оселився в 1926 році, поки численні арешти та подальші накази про виїзд з країни не змусили його виїхати за кордон. Країнами подальшого перебування у вигнанні були Франція, Бельгія, Нідерланди, Німеччина та Радянський Союз, де він познайомився з ромами.
Під час Громадянської війни він воював на фронтах Майорки, Мадриду, Андухара і, нарешті, у 26-й ескадрильї на Арагонському фронті, де організував кавалерійський батальйон ромів. У 1939 році йому довелося шукати притулку у Франції разом із півмільйона біженців під час так званого «виходу на пенсію». Його інтерновано і ув'язнено у концтаборах Франції та французькому Алжирі, куди його депортовано. Втеча з табору в Єльфі дозволила йому уникнути тортур та принижень. Йому вдалося отримати пропуск, який дозволив повернутися до Іспанії у травні 1942 року. Там він продовжив підпільну боротьбу, за що був арештований. Він провів вісім років у в'язниці Модель у Барселоні без суду. І помер незабаром після того, як звільнився з неї.
У 1950 році він намалював на стіні келії біля келії засуджених до смерті фреску на честь в'язнів та їх святої покровительки, яку називають «Дівою Милосердя», яка також є покровителькою міста. Ця келія служила ораторіум-каплицею і відома як Ромська каплиця через римський вираз усіх фігур, зображених на фресці. Ця робота збереглася, але за розпорядженням адміністрації в'язниці вона була зафарбована у 1980-х під виглядом гігієнічних процедур.
Звісно, картину можна було б відновити, але будівля в'язниці — символ франкістських репресій — перебуває перед загрозою знесення. І хоча вона внесена до реєстру архітектурних пам'яток Барселони, та може зникнути за одну ніч.
За часів франкістської диктатури та її жорсткої цензури Геліос Гомес, виступаючи проти брехні, створив у в'язниці на самоті літературний твір, який був невідомий аж до відкриття навесні 2004 року і нещодавно опублікований Культурною асоціацією Геліоса Гомеса під головуванням сина художника. Ця асоціація діє роками, її метою є досягнення визнання у сучасному світі багатої творчості одного з найвидатніших художників ромської нації.
На вебсайті цієї асоціації представлена невеличка віртуальна виставка його найвизначніших робіт.